# Analisi di rischio sito specifica
Per analisi di rischio si intende la metodologia scientifica e sistematica mirata a valutare lo stato di contaminazione delle matrici ambientali in termini di quantificazione dei rischi, siano essi attuali o potenziali, per l'uomo e per l'ambiente.

## Obiettivi
Obiettivi principali possono quindi essere l'uomo (recettore uomo), le acque (risorse idriche) e l'ecosistema.
A seconda dell'obiettivo vi saranno analisi di rischio sanitario ambientale, analisi di rischio a protezione delle risorse idriche e analisi di rischio ecologico. Va tuttavia precisato che le procedure per il rischio ecologico sono tuttora lontane da una standardizzazione.

## Criterio generale di determinazione del rischio
Il criterio guida generale per stabilire un rischio sulla salute si determina moltiplicando la concentrazione di esposizione, per il fattore di esposizione, per la tossicità. 
In assenza di un fattore di esposizione, si ritiene che anche il rischio per la salute sia assente.
Attraverso la progettazione, esecuzione di reporting, indagini e monitoraggi, si possono osservare i limiti di rischio e calcolare le concentrazioni così da porre degli obiettivi di bonifica tramite prescavi standard, Indagini georadar o vacuum digging system sottesi ad un miglioramento delle condizioni ambientali in situazioni di inquinamento.

## Aspetti legislativi
Attualmente l'analisi di rischio è citata nel Testo Unico dell'Ambiente (d.lgs. n. 152/2006). In modo particolare, all'art. 240 del suddetto Testo Unico, sono presenti una serie di definizioni dalle quali si desume (cfr. lettera d), art. 240) come l'analisi del rischio sanitario ambientale sito specifica permetta di determinare lo stato o meno di contaminazione di un "sito" sulla base delle concentrazioni soglia di rischio (CSR).